# Luotonen (sjö i Norra Savolax, lat 63,02, long 28,52)
Luotonen är en sjö i Finland. Den ligger i kommunen Kaavi i landskapet Norra Savolax, i den centrala delen av landet, 400 km nordost om huvudstaden Helsingfors. Luotonen ligger 132,2 meter över havet. I omgivningarna runt Luotonen växer i huvudsak blandskog. Den är 21 meter djup. Arean är 90,3 hektar och strandlinjen är 6,37 kilometer lång. Sjön  ingår i Vuoksens huvudavrinningsområde. 